# Starý Knín
Starý Knín je někdejší samostatná ves, nyní součást města Nového Knína, se kterým jak stavebně, tak i administrativně splynula (sloučeno i číslování domů, zachováno zůstalo pouze samostatné katastrální území). Nachází se z větší části na levém břehu Kocáby. Dodnes je uváděn v názvu římskokatolické farnosti.

## Historie
První zmínka o Kníně pochází z roku 1186, kdy se zde „z návodu dobrých lidí“ sešli český kníže Bedřich a jeho soupeř, moravský údělník Konrád Ota Znojemský, aby po krvavé bitvě u Loděnice uzavřeli mírovou dohodu, jejímž výsledkem bylo podřízení se moravského knížete vrchní vládě knížete pražského a tedy opětné státoprávní spojení Čech a Moravy v jeden celek. (Od této knínské schůzky začal Konrád Ota užívat titulu moravského markraběte a po Bedřichově smrti skutečně na trůn v Praze nastoupil.) Roku 1321 Štěpán z Tetína (levoboček krále Václava II.) „vysadil“ německým zákupným právem vsi Knín, Dobříš, Kytín, Libčice a městečko Dušníky u Příbramě. Někdy mezi léty 1321 až 1331 došlo k oddělení části osady, která byla před rokem 1331 povýšena na městečko a později se začala uvádět jako Nový Knín. Zbytek osady zůstal vsí a později se dostal do rukou světské a roku 1669 církevní vrchnosti. Ve 2. polovině 14. století se o Starý Knín dělilo hned několik vladyků a rozdělení panství trvalo ještě na počátku 16. století.
V roce 1554 se Starý Knín dostal do držení rodu Ježovských z Lub. (Les mezi Starým Knínem a Malou Hrašticí se podnes nazývá Ježov, rod připomíná i hájovna Ježovka u Dobříše.) Náhrobky některých členů rodu lze doposud spatřit ve stěnách lodi staroknínského kostela. Dne 26. dubna 1601 se Ludmila Ježovská z Lub provdala za Václava ml. Vratislava z Mitrovic, zvaného Tureček (díky dobrodružné výpravě do Turecka, jíž se zúčastnil jako člen císařského posla barona Bedřicha Krekvice). Ten byl ve zdejším kostele i pohřben. V roce 1639 byl Starý Knín (stejně jako široké okolí) těžce postižen švédským vpádem. Staroknínský kostel zřejmě nejhoršímu unikl, neboť se v něm dodnes zachovala pozdně renesanční cínová křtitelnice z roku 1601, pořízená právě Václavem Vratislavem z Mitrovic.
Po třicetileté válce si Vratislavové z Mitrovic vybudovali v areálu hospodářského dvora ve Starém Kníně zámeček a zbytky tvrze nechali přestavět na sýpku. Dne 20. prosince 1669 prodal Petr Vratislav z Mitrovic zadlužené panství řádu křižovníků s červenou hvězdou, v jehož rukou pak zůstal do konce feudálního zřízení. (Fara je v držení řádu dodnes.) Zámeček Vratislavů z Mitrovic byl adaptován na faru a z dosavadní fary se stal křižovnický špitál. V 17. a 18. století byl přestavován kostel, čímž v zásadě získal svou nynější podobu. V roce 1731 řešili křižovníci mezní při se sousedním Novým Knínem o mlýn Podleský (pozdější Sirotkův, na nynějším okraji knínského intravilánu). Bylo potvrzeno, že tento mlýn, ač je pozemky staroknínskými obklopen, poddanstvím patří městu (Novému Knínu). Roku 1899 tu vznikl sbor dobrovolných hasičů (osamostatněním staroknínských členů dosavadního sboru společného pro Starý i Nový Knín).

### 20. století
Na přelomu 19. a 20. století byla radikálně přestavěna větší část areálu křižovnického dvora do nynější podoby. V roce 1960 byl Starý Knín připojen ke Knínu Novému. Sjednoceno bylo i číslování domů: domy v dosavadním Novém Kníně si zachovaly původní čísla, čísla dosavadních staroknínských domů byla zvýšena o 300. V roce 1974 bylo otevřeno letní kino.

## Společnost
V roce 1932 byly v obci Starý Knín (374 obyvatel, katol. kostel, samostatná obec se později stala součástí Nového Knína) evidovány tyto živnosti a obchody: 3 cihelny, družstvo pro rozvod elektrické energie ve Starém Kníně, hostinec, klempíř, kovář, obchod s kůžemi, surové kůže, 2 mlýny, 4 obuvníci, pekař, sedlář, obchod se smíšeným zbožím, 3 tesařští mistři, trafika, 2 truhláři, velkostatek Řádu křižovníků s červ. hvězdou.

## Pamětihodnosti
- Kostel sv. Františka Serafinského (z Assisi) původně gotická stavba, pravděpodobně z konce 14. století, s náhrobky příslušníků z rodu Vratislavů z Mitrovic a Myslíkové z Hyršova, renesančně a barokně upravovaný. Pod dlažbou presbytáře pohřben mj. Václav Vratislav z Mitrovic. Část inventáře byla rozkradena po roce 1989.

- Socha svatého Jana Nepomuckého – stojí v prostoru návsi na mohutném podstavci, k němuž je připojena oltářní menza. Barokní socha z roku 1723 byla zhotovena z pálené hlíny, postupně byla poškozována povětrnostními vlivy a ne příliš odborně opravována. Nakonec byla v 90. letech 20. století na podstavec umístěna kopie a torzo originálu zaujalo místo ve vestibulu novoknínské radnice.

- Kaple nad studní – kaple naproti někdejšímu ovčínu (z něhož se dodnes dochovala pouze obytná budova) nad studní zásobující vodou křižovnický dvůr je empírová z roku 1842 (možná na místě starší předchůdkyně) na šestibokém půdorysu. V současné době jsou její fasády v neutěšeném stavu, zejména na exponované severozápadní straně.

- Areál křižovnického dvora – poměrně rozsáhlý areál, v němž převažují budovy z 19. století, tvoří jednu z hlavních dominant Starého Knína. V církevních rukou po peripetiích 20. století zůstala prakticky jen fara, některé objekty se dostaly do soukromých rukou, část se v roce 2006 dostala do majetku města Nového Knína. Nejcennějšími objekty jsou raně barokní sýpka a fara. Sýpka vznikla přestavbou starší tvrze, na níž pobýval mj. Václav Vratislav z Mitrovic. V současné době ve špatném technickém stavu, po převzetí městem se připravuje aspoň nejzákladnější zabezpečení. K roku 2014 je opravena střecha. Fara vznikla adaptací zámečku Vratislavů z Mitrovic postaveného po třicetileté válce. Je to dvoukřídlá budova barokního původu s pozdějšími úpravami zejména fasád.

- Bývalý špitál - původně fara, po roce 1669 změněna na špitál. Od poloviny 20. století byty, v 60. letech byl objekt necitlivě zmodernizován, zejména fasády. Po roce 1989 se z důvodu nevyřešených majetkoprávních vztahů provádí jen nevyhnutelná údržba.

- Bývalý Brunclíkův mlýn – budova původně barokní. V někdejší mlýnici zachován dubový sloup z roku 1634 zhotovený mlynářem Mrskošem. V první polovině 20. století zmodernizován, mj. zvýšen o patro (obrysy barokního štítu však ponechány. Po roce 1948 devastace, mj. byl zasypán náhon. Po roce 1990 restituován, areál upraven pro potřeby prodeje stavebnin. Zajímavostí je to, že rod Mrskošů pokračoval v mlynářském řemesle i po další generace a po roce 1989 jeho nynější potomci restituovali mlýn v Horažďovicích.[3]

- Mateřská škola – byla vybudována jako dvoutřídní obecná škola pro Starý Knín a okolní obce. Nynější budova je z roku 1906 s pseudorenesančními slohovými znaky. V přízemí byl původně byt řídícího učitele, v patře dvě třídy. Po roce 1945 bylo přízemí adaptováno na mateřskou školu, třídy v patře nadále sloužily jako učebny novoknínské školy. Po roce 1999, kdy byla dokončena přístavba novoknínské školy, byl objekt rekonstruován a pro potřeby mateřské školy bylo adaptováno i první patro.

- Kaplička u sádky – prostá stavba pravděpodobně z 19. století.

- Lidová architektura – na území vsi se zachovalo několik roubených i zděných objektů lidové architektury, zejména na návsi a v Dlážděné ulici.

## Galerie

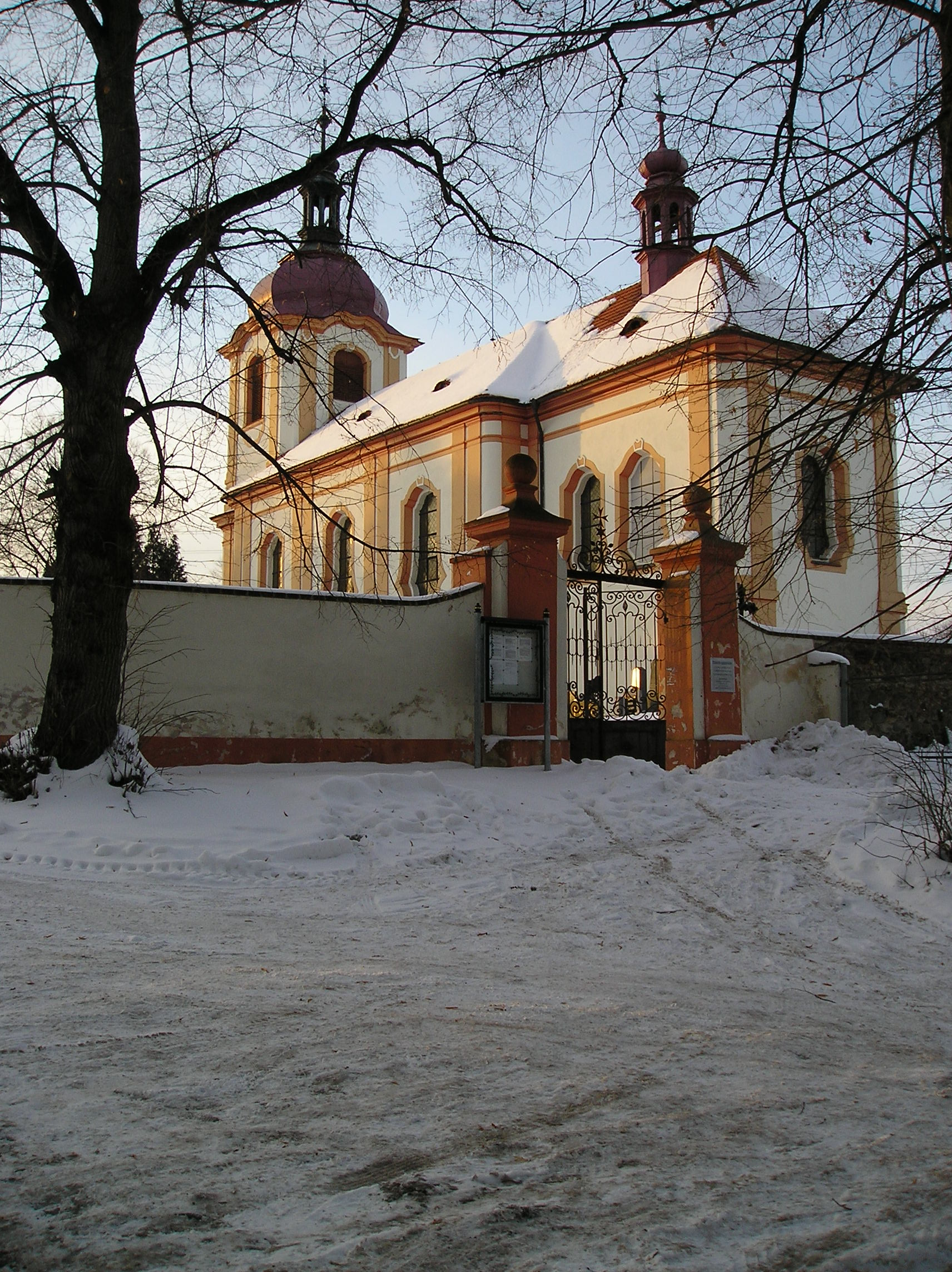
Kostel sv. Františka - pohled z návsi
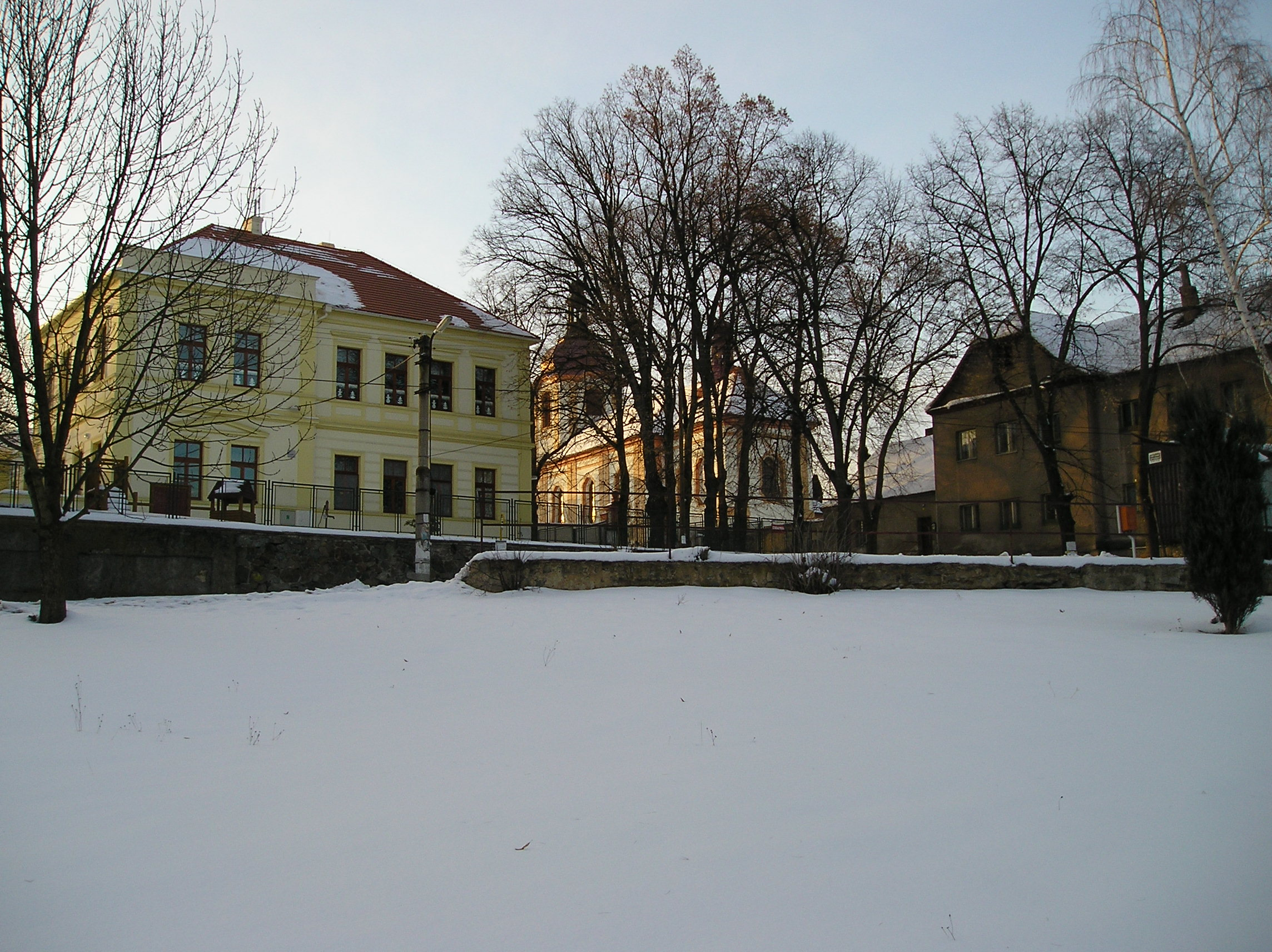
Pohled na část západní strany návsi (mateřská škola, kostel sv. Františka a bývalý křižovnický špitál)
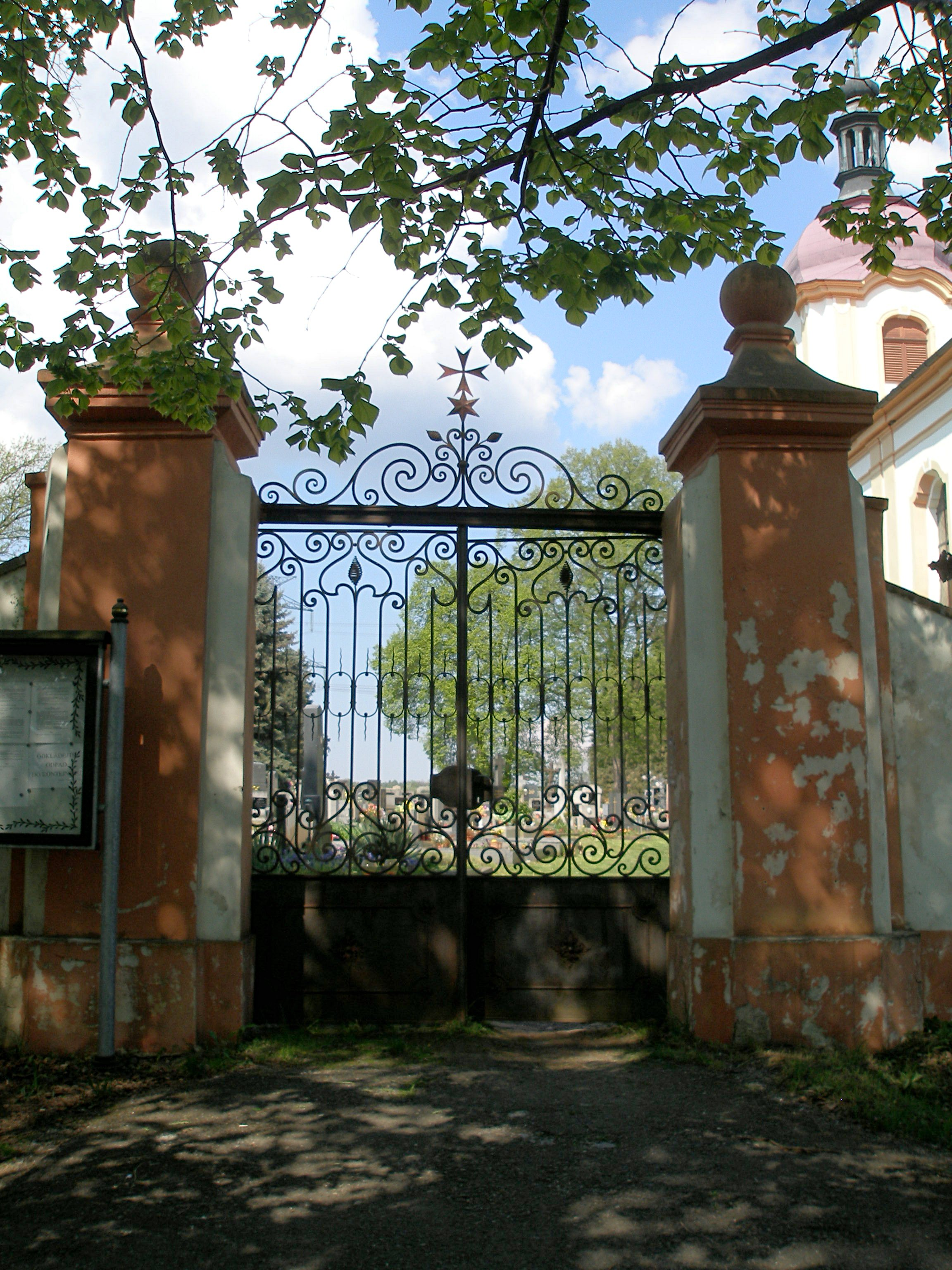
Hřbitovní brána
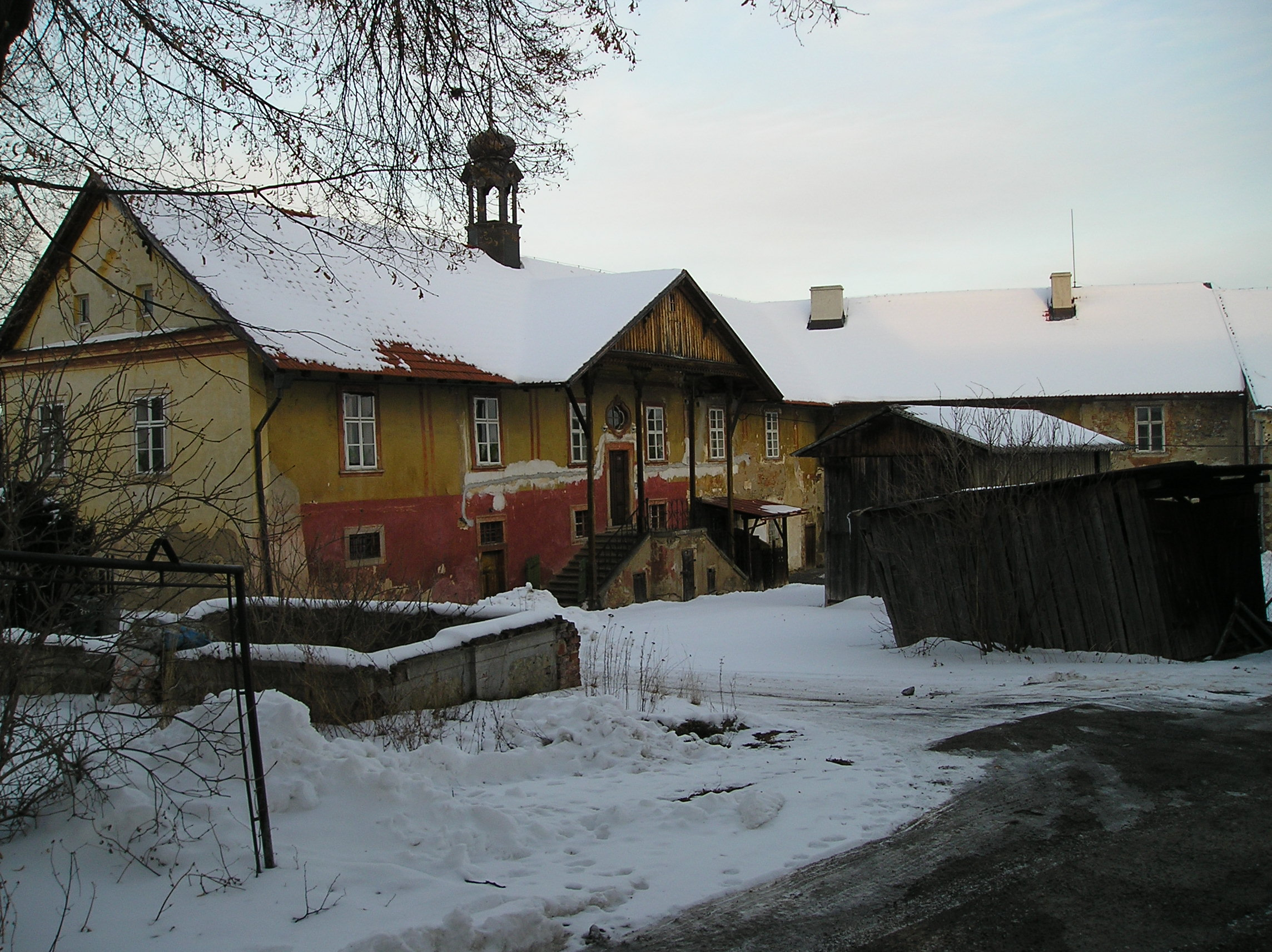
Fara ve Starém Kníně
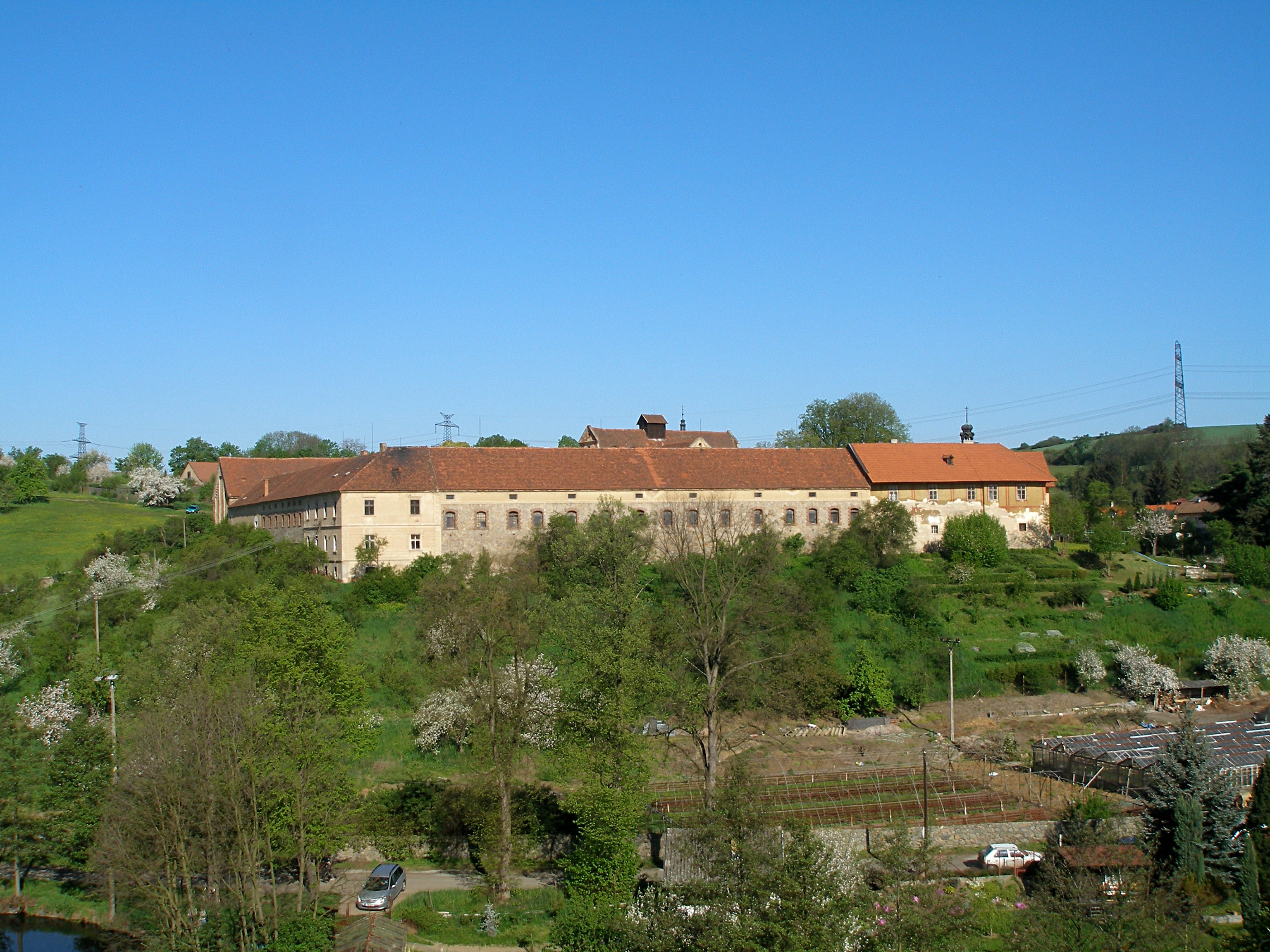
Areál hospodářského dvora s farou (vpravo) ve Starém Kníně (pohled od východu)
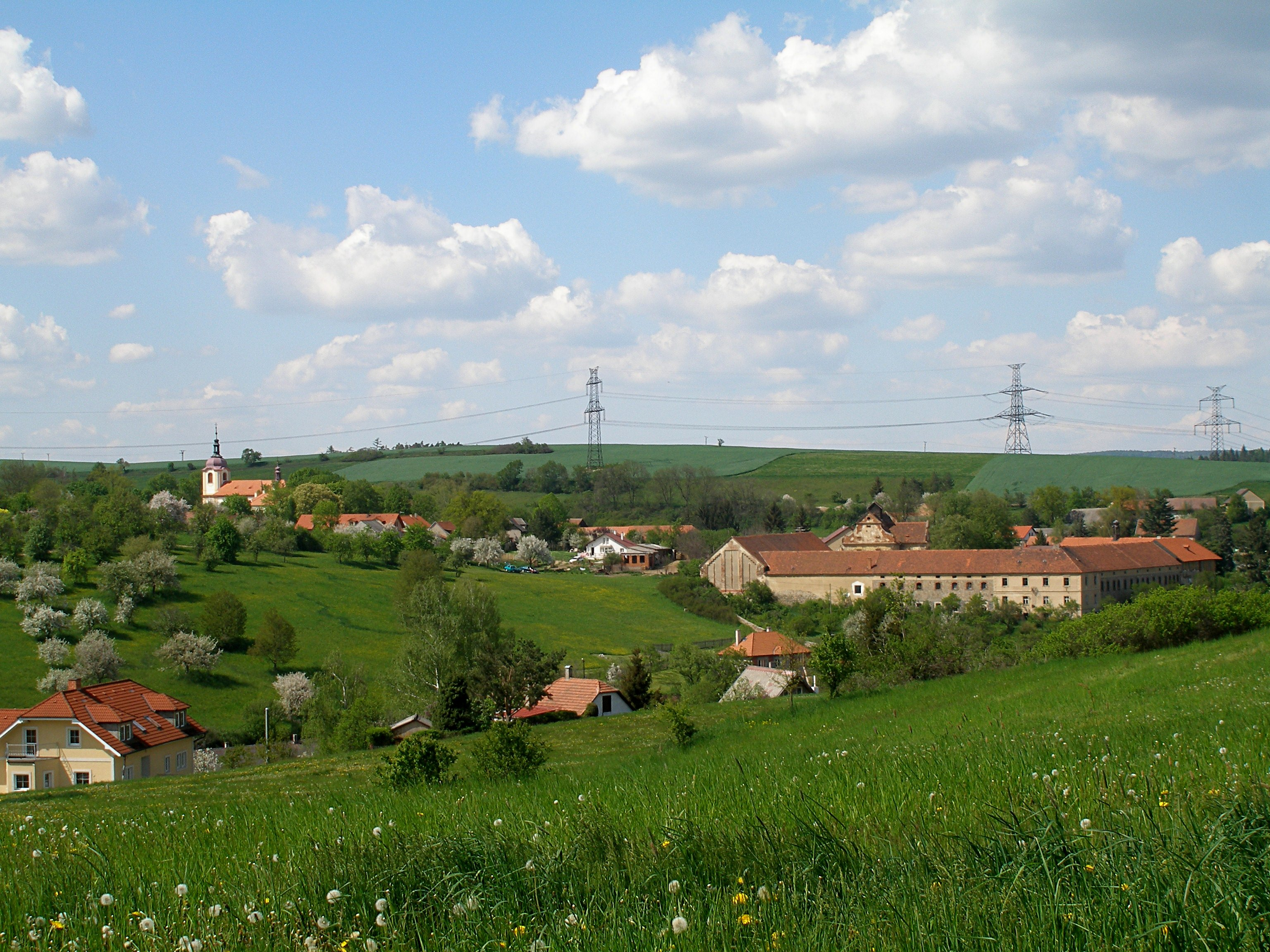
Pohled na kostel a hospodářský dvůr z míst zvaných "Na Skřivanech", v pozadí elektrické vedení z Temelína
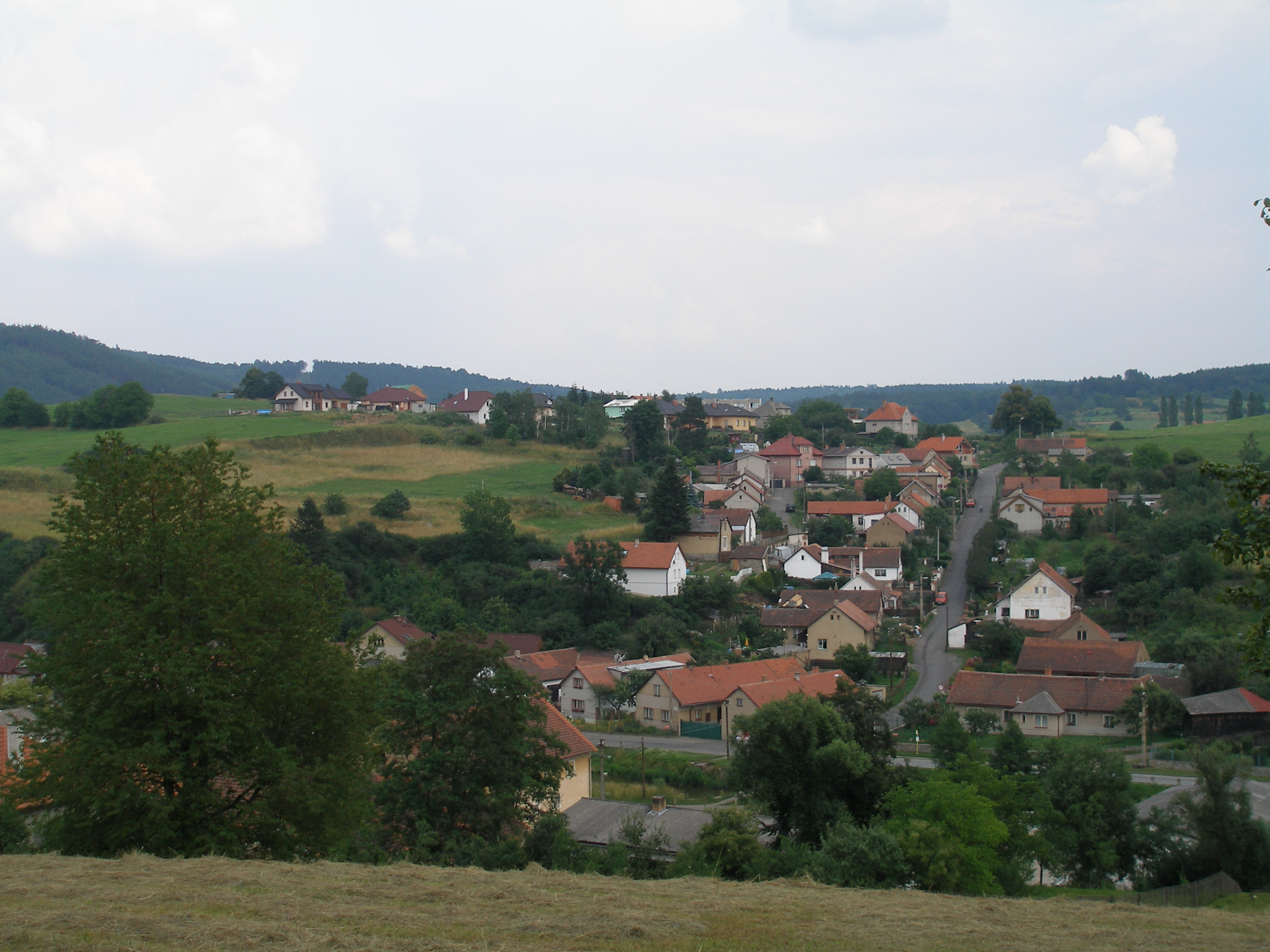
Ulice Na Vyšehradě, kterou vede katastrální hranice mezi Starým a Novým Knínem
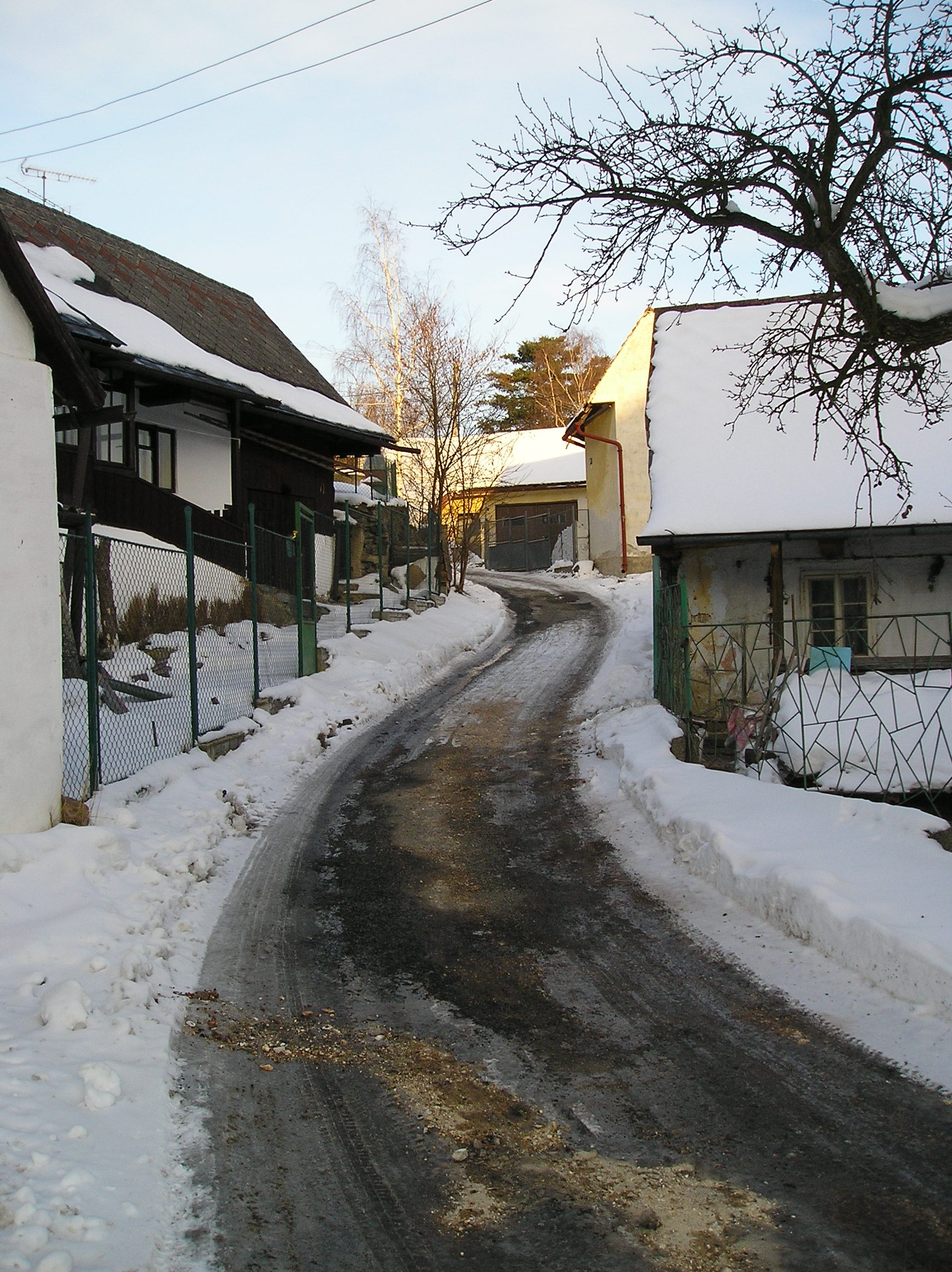
Dolní část Dlážděné ulice
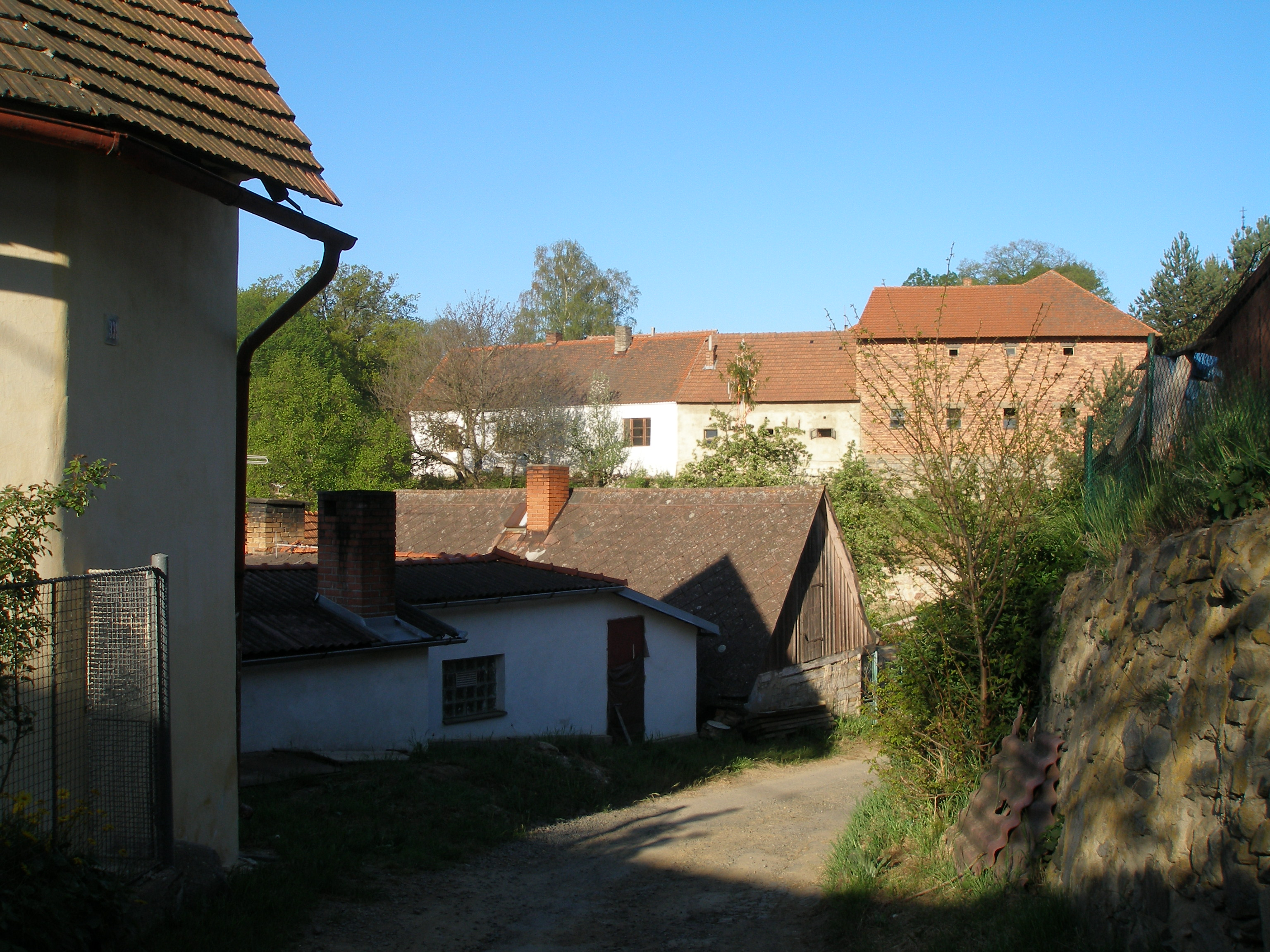
Průhled dolním koncem Dlážděné ulice - pohled k západu
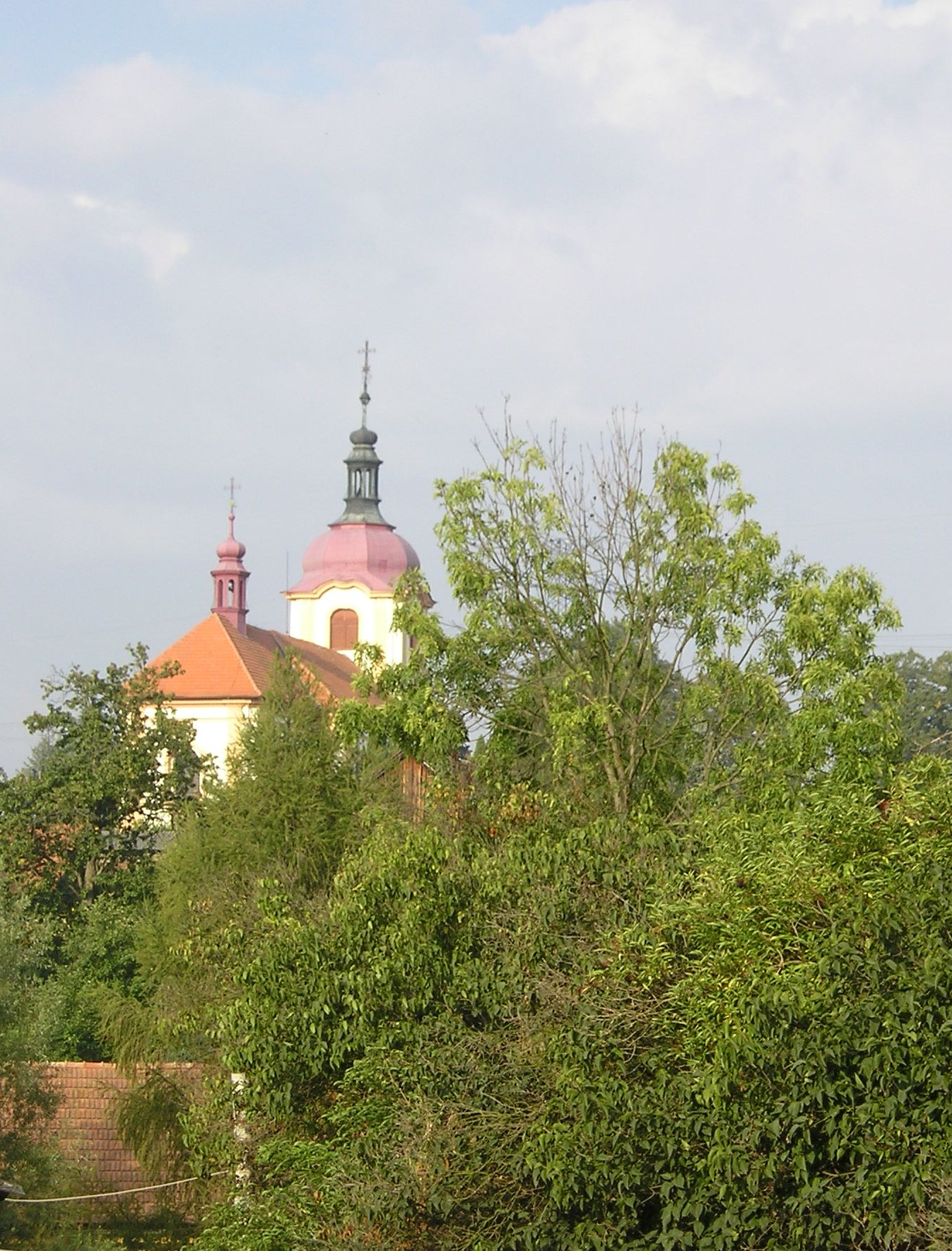
Pohled ke kostelu z Dlážděné ulice
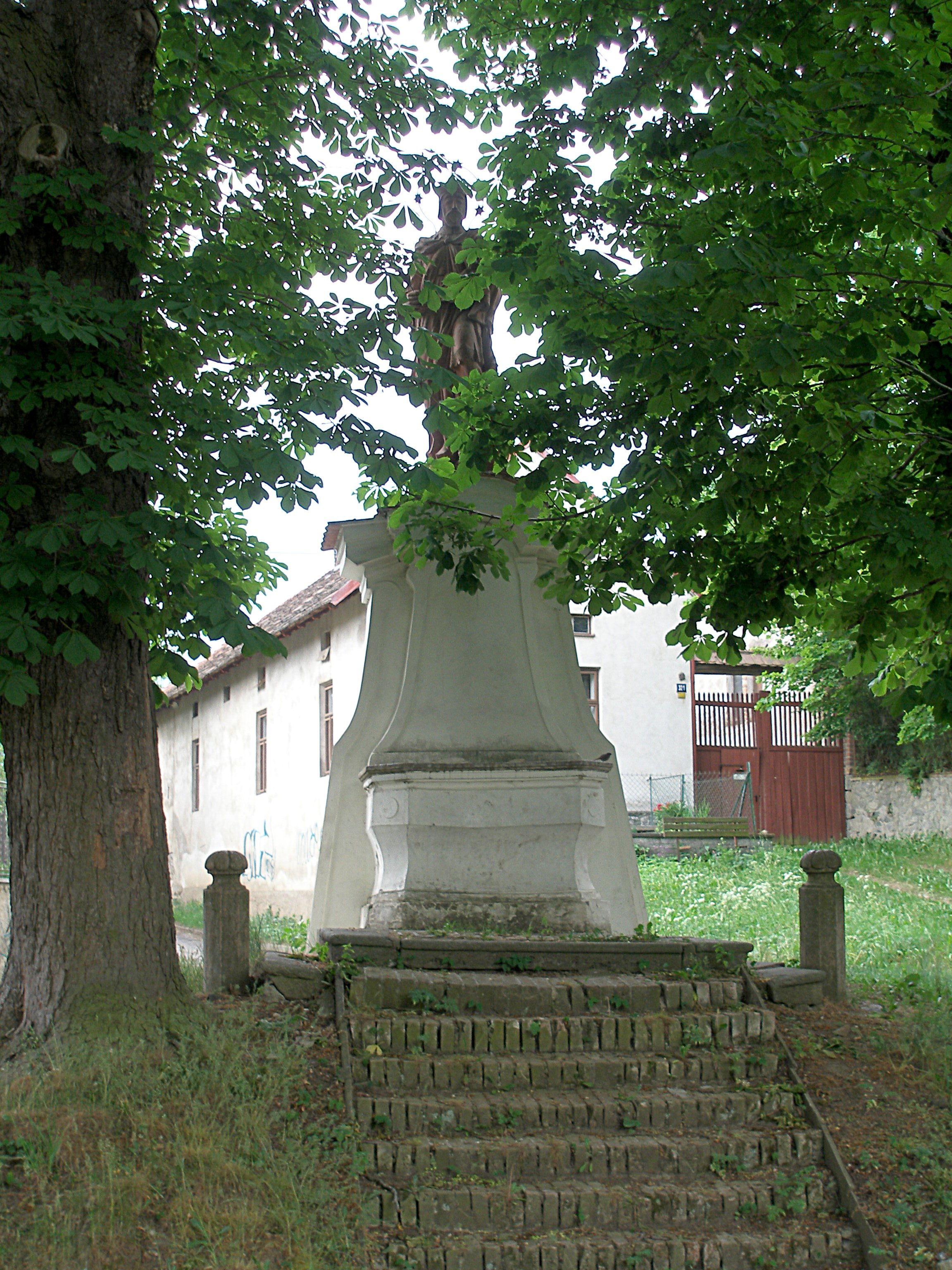
Socha sv. Jana Nepomuckého na návsi, pohled zepředu
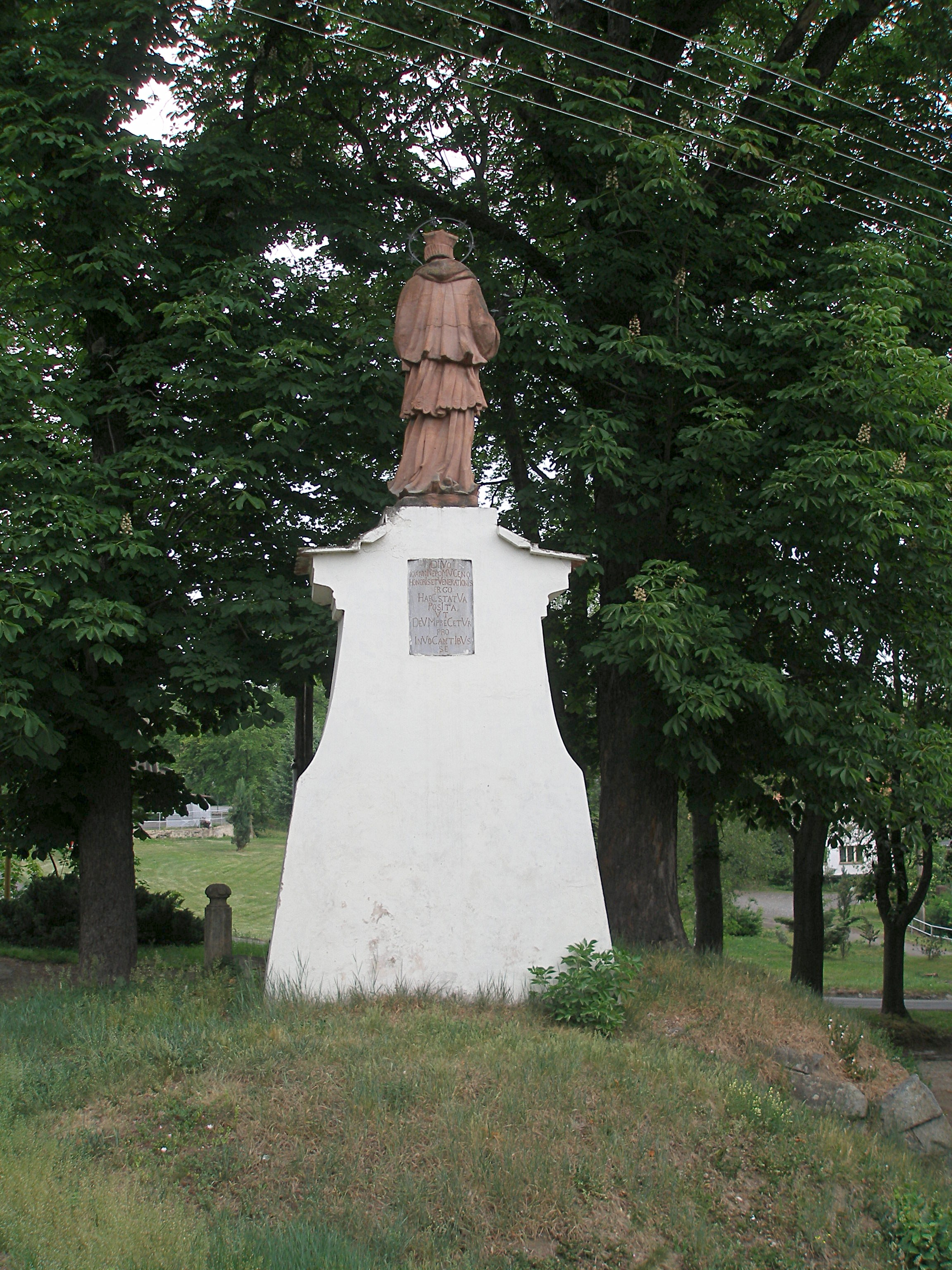
Socha sv. Jana Nepomuckého, zadní strana s chronogramem na podstavci
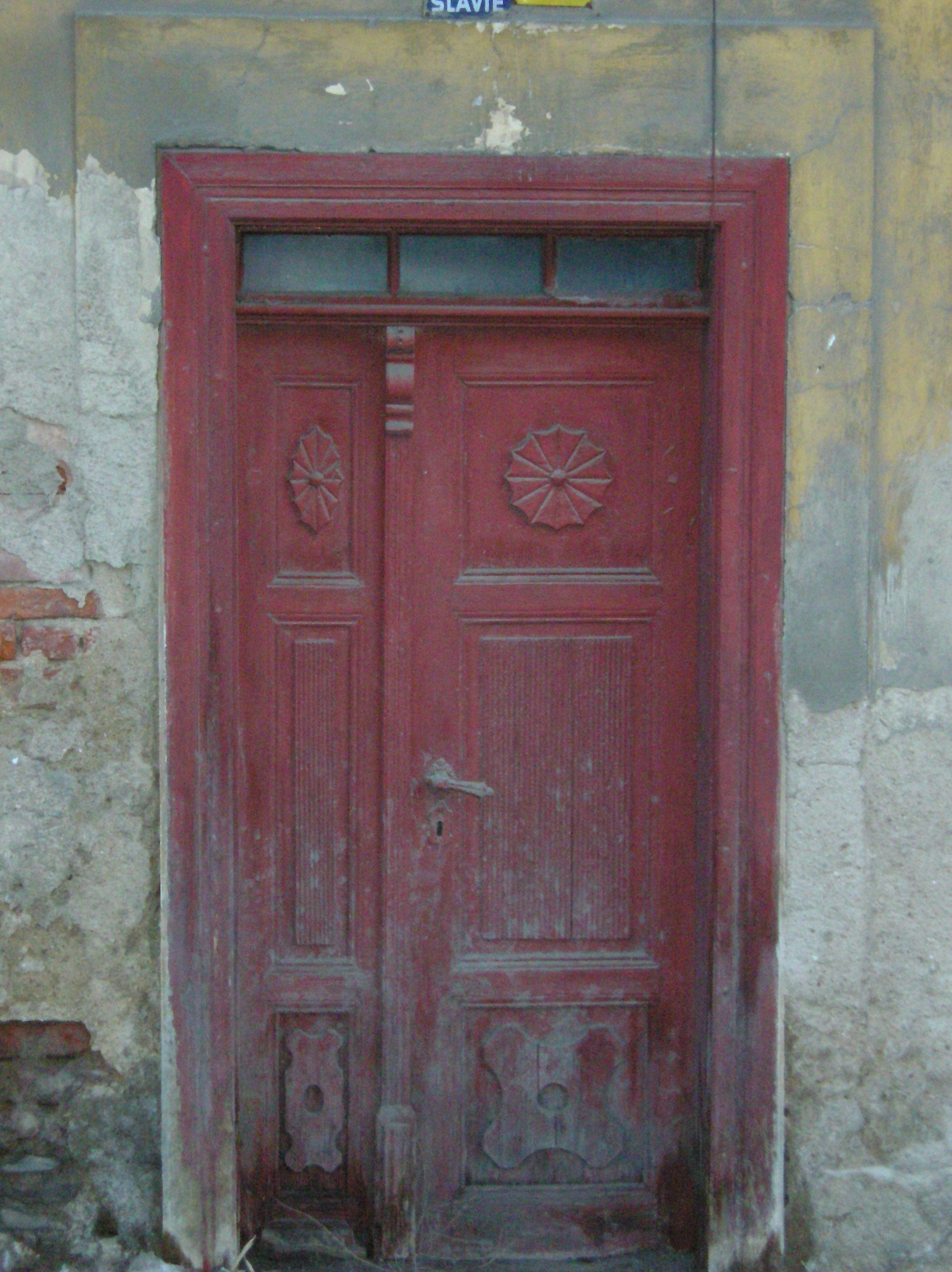
Dveře domu č. 310 (dříve č.10) ve Staroknínské ulici